# محوطه شورک
محوطه شورک مربوط به اواخر دوره اشکانیان - دوره ساسانیان است و در شهرستان مانه و سملقان، بخش مانه، دهستان اترک، روستای قلعه خان واقع شده و این اثر در تاریخ ۱۸ شهریور ۱۳۸۷ با شمارهٔ ثبت ۲۳۱۷۹ به‌عنوان یکی از آثار ملی ایران به ثبت رسیده است.